# Alois Pašek
bp Alois Pašek (ur. 16 czerwca 1869 roku w Štěkeň, zm. 29 czerwca 1946 roku w Varnsdorfie) – biskup (zwierzchnik) Kościoła Starokatolickiego w Czechosłowacji w latach 1922-1946.

## Życiorys
Alois Pašek urodził się 16 czerwca 1869 roku w Štěkeň koło Strakonic w czeskiej rodzinie szlacheckiej. W 1889 roku uzyskał maturę w gimnazjum w Czeskich Budziejowicach, a następnie studiował teologię na Uniwersytecie w Klagenfurcie. 22 lipca 1894 roku uzyskał święcenia w klasztorze cystersów w Rein. W 1897 roku wstąpił do Kościoła Starokatolickiego Austrii i rozpoczął pracę duszpasterską w Varnsdorfie. W tym czasie na terenie obecnych Czech działało utworzone w 1871 roku biskupstwo starokatolickie w Jabłońcu nad Nysą, a sam Kościół Starokatolicki silnie identyfikowany był z mniejszością niemiecką. Alois Pašek w latach 1900–1910 aktywnie pracował przy organizowaniu parafii starokatolickiej w Krasnej Lipie. Od 1910 roku był proboszczem parafii w Ried, ale ze względów rodzinnych powrócił ponownie do Krasnej Lipy i tam proboszczował do 1918 roku. W latach 1918–1922 był liderem gminy starokatolickiej w Pasawie. 23 kwietnia 1922 roku został wybrany proboszczem parafii w Varnsdorf, od lipca 1922 roku pełnił funkcję administratora wyodrębnionego Kościoła Starokatolickiego w Czechach. Przychylność państwa Czechosłowackiego wobec zwierzchnika Kościoła pochodzącego z czeskiej rodziny zaoowocowała rozwojem Kościoła i w konsekwencji doprowadziło do uznania prawnego nowego wyznania. W lipcu 1924 roku Alois Pašek został wybrany biskupem Kościoła Starokatolickiego w Czechosłowacji i konsekrowany 14 września 1924 roku w Bernie.
Alois Pašek mimo licznej opozycji w Kościele Starokatolickim ze strony wiernych pochodzenia niemieckiego starał się budować Kościół o czeskim charakterze narodowym. W 1938 roku, gdy Sudety zostały przyłączone do Rzeszy Niemieckiej Kościół stracił wiele żywotnych ośrodków. Wtedy też zaczęły się problemy zdrowotne Aloisa Pašeka. Długie, ciężkie choroby, a następnie śmierć żony na początku 1945 roku zaczęły oddziaływać na jego stan psychiczny. 29 czerwca 1946 roku biskup Alois Pasek zmarł po operacji w Varnsdorfskim szpitalu, pogrzeb odbył się w dniu 3 lipca 1946 roku na miejscowym cmentarzu.